# ملك أباد (بمبور الشرقي)
ملك أباد (بالفارسية: ملک‌آباد) هي قرية تقع في إيران في قسم بمبور الشرقي الريفي. يقدر عدد سكانها بـ 1086 نسمة بحسب إحصاء 2016.